# Армстронг Витворт Сискин
Армстронг Витворт Сискин (енгл. Armstrong Whitworth Siskin) је британски ловачки авион који је производила фирма Армстронг Витворт (енгл. Armstrong Whitworth). Први лет авиона је извршен 1924. године. 

Највећа брзина у хоризонталном лету је износила 216 km/h. Размах крила је био 10,08 метара а дужина 7,01 метара. Маса празног авиона је износила 830 килограма, а нормална полетна маса 1241 kg.

## Наоружање
| Наоружање авиона: Армстронг Витворт Сискин |                    |
| Ватрено (стрељачко) наоружање              |                    |
| Топ                                        |                    |
| Митраљез                                   |                    |
| Број и ознака митраљеза                    | 2 Викерс           |
| Калибар                                    | 7,7                |
| Бомбардерско наоружање (бомбе)             |                    |
| Укупна маса                                | до 36 (4 од по 9 ) |
| Ракетно наоружање (ракете)                 |                    |